# Lesges
Lesges település Franciaországban, Aisne megyében. Lakosainak száma 84 fő (2022. január 1.). Lesges Cerseuil, Couvrelles, Cuiry-Housse, Jouaignes és Maast-et-Violaine községekkel határos. Lesges Soissons városától 16 km-re délkeletre található.

## Népesség
A település lakossága 2013-ban 81-fő volt.
A település népességének változása:
| Lakosok száma | 85   | 77   | 84   | 83   | 81   | 94   | 102  | 106  | 99   | 84   |
|               | 1968 | 1982 | 1990 | 2006 | 2013 | 2015 | 2017 | 2019 | 2020 | 2022 |